# Dawsonia
Dawsonia ist eine Moos-Gattung aus der Familie der Polytrichaceae, die manchmal als eigene Familie aufgestellt wird.

## Beschreibung
Man findet bei ihnen eine sehr starke Ausdifferenzierung der Gewebe: Ein Zentralstrang in der Mitte des Stämmchens ist stets vorhanden, so dass die Pflanzen sehr hoch werden können. Die größten Moose mit einer Höhe von bis zu 70 cm befinden sich in dieser Ordnung.
Während der Gametophyt dem der Polytrichaceae sehr ähnlich ist, sind die Kapseln des Sporophyten dorsiventral und das Peristom ist borsten- oder pinselförmig. Sie bilden die kleinsten Sporen unter den Moosen mit sechs bis zehn Mikrometern. Die Sporen werden durch Regentropfen verbreitet: Wenn diese auf die flache Oberseite der Kapsel fallen, werden die Sporen aus der Kapsel geschleudert.
Dawsonia superba wird bis 50 Zentimeter hoch, wie auch das heimische Polytrichum commune. Da Dawsonia superba wesentlich größere Blättchen hat, gilt es allgemein als das größte Moos der Erde.

## Vorkommen
Dawsonia ist in Australien und Südostasien verbreitet, wo sie ausgedehnte Bestände bilden können, ähnlich wie einige Vertreter der Polytrichales in Europa.

## Systematik
Robert Brown stellte die Gattung 1811 auf und benannte sie nach dem englischen Bankier und Botaniker Dawson Turner. Sie umfasst rund zehn Arten.